# التوجيه الإطاري للمياه
التوجيه الإطاري للمياه ويحمل الكود 2000/60 / EC هو توجيه من الاتحاد الأوروبي يلزم الدول الأعضاء في الاتحاد الأوروبي بتحقيق حالة نوعية وكمية جيدة لجميع المسطحات المائية (بما في ذلك المياه البحرية التي تصل إلى ميل بحري واحد من الشاطئ) بحلول عام 2015. وهو إطار بمعنى أنه يصف خطوات للوصول إلى الهدف المشترك بدلاً من تبني نهج القيمة الحدية الأكثر تقليدية. لن يتحقق هدف التوجيه المتمثل في "الوضع الجيد" لجميع المسطحات المائية ، مع فشل 47٪ من المسطحات المائية في الاتحاد الأوروبي في تحقيق الهدف.

## تجاوزات
تعرض مشروع تحويل نهر إيبرو ، وهو مشروع من الخطة الهيدرولوجية الوطنية الإسبانية لعام 2001 ، لانتقادات شديدة لكونه مخالفًا لمبادئ التوجيه الإطاري للمياه في الاتحاد الأوروبي ، وتم تعليقه لاحقًا. تم التخطيط لمشروع نقل كميات هائلة من المياه من نهر إيبرو إلى جنوب شرق إسبانيا مع إنشاء 120 سداً.